# 2012-es labdarúgó-Európa-bajnokság (selejtező – G csoport)
A 2012-es labdarúgó-Európa-bajnokság selejtezőjének G csoportjának mérkőzéseit tartalmazó lapja. A csoport sorsolását 2010. február 7-én tartották Lengyelország fővárosában, Varsóban. A csoportban körmérkőzéses, oda-visszavágós rendszerben játszottak egymással a labdarúgó-válogatottak.
A csoportban öt válogatott, Anglia, Svájc, Bulgária, Wales és Montenegró szerepelt. A csoportelső Anglia automatikus résztvevője lett a 2012-es labdarúgó-Európa-bajnokságnak. A csoport második helyezettje, Montenegró pótselejtezőt játszik.

## Tabella
| Hely. | Csapat     | M | Gy | D | V | G+ | G– | Gk  | P  | Továbbjutás                           |     | Anglia | Montenegró | Svájc | Wales | Bulgária |
| ----- | ---------- | - | -- | - | - | -- | -- | --- | -- | ------------------------------------- | --- | ------ | ---------- | ----- | ----- | -------- |
| 1.    | Anglia     | 8 | 5  | 3 | 0 | 17 | 5  | +12 | 18 | Kijutott a 2012-es Európa-bajnokságra |     | —      | 0–0        | 2–2   | 1–0   | 4–0      |
| 2.    | Montenegró | 8 | 3  | 3 | 2 | 7  | 7  | 0   | 12 | Pótselejtezőbe került                 |     | 2–2    | —          | 1–0   | 1–0   | 1–1      |
| 3.    | Svájc      | 8 | 3  | 2 | 3 | 12 | 10 | +2  | 11 |                                       |     | 1–3    | 2–0        | —     | 4–1   | 3–1      |
| 4.    | Wales      | 8 | 3  | 0 | 5 | 6  | 10 | −4  | 9  |                                       | 0–2 | 2–1    | 2–0        | —     | 0–1   |          |
| 5.    | Bulgária   | 8 | 1  | 2 | 5 | 3  | 13 | −10 | 5  |                                       | 0–3 | 0–1    | 0–0        | 0–1   | —     |          |

## Mérkőzések
Az UEFA versenyszabályzatának 11.04 pontja szerint a csoportban szereplő országok labdarúgó-szövetségeinek a sorsolást követően 30 napjuk volt arra, hogy az egyes mérkőzések időpontjairól megegyezzenek. Mivel a szövetségek nem tudtak megegyezni, ezért a mérkőzések dátumait az UEFA határozta meg 2010. március 25-én, Izraelben a Tel-Avivi kongresszusán.
| 2010. szeptember 3. 20:00 (UTC+1) |

| Anglia                       | 4–0               | Bulgária |
| ---------------------------- | ----------------- | -------- |
| Defoe 3' 61' 86' Johnson 83' | (1–0) Jegyzőkönyv |          |

| Wembley Stadion, London Nézőszám: 73 246 Játékvezető: Kassai Viktor (magyar) |

| 2010. szeptember 3. 19:30 (UTC+2) |

| Montenegró  | 1–0               | Wales |
| ----------- | ----------------- | ----- |
| Vučinić 30' | (1–0) Jegyzőkönyv |       |

| Podgorica Városi Stadion, Podgorica Nézőszám: 9862 Játékvezető: Anasztásziosz Kákosz (görög) |

| 2010. szeptember 7. 20:30 (UTC+3) |

| Bulgária | 0–1               | Montenegró   |
| -------- | ----------------- | ------------ |
|          | (0–1) Jegyzőkönyv | Zverotić 35' |

| Vaszil Levszki Nemzeti Stadion, Szófia Nézőszám: 9742 Játékvezető: Vlagyiszlav Bezborodov (orosz) |

| 2010. szeptember 7. 20:45 (UTC+2) |

| Svájc       | 1–3               | Anglia                             |
| ----------- | ----------------- | ---------------------------------- |
| Shaqiri 71' | (0–1) Jegyzőkönyv | Rooney 10' A. Johnson 69' Bent 88' |

| St. Jakob Park, Bázel Nézőszám: 39 700 Játékvezető: Nicola Rizzoli (olasz) |

| 2010. október 8. 20:30 (UTC+2) |

| Montenegró  | 1–0               | Svájc |
| ----------- | ----------------- | ----- |
| Vučinić 67' | (0–0) Jegyzőkönyv |       |

| Podgorica Városi Stadion, Podgorica Nézőszám: 12 700 Játékvezető: Eduardo Iturralde González (spanyol) |

| 2010. október 8. 19:30 (UTC+1) |

| Wales | 0–1               | Bulgária  |
| ----- | ----------------- | --------- |
|       | (0–0) Jegyzőkönyv | Popov 48' |

| Cardiff Városi Stadion, Cardiff Nézőszám: 14 061 Játékvezető: Jonas Eriksson (svéd) |

| 2010. október 12. 20:30 (UTC+2) |

| Svájc                                            | 4–1               | Wales    |
| ------------------------------------------------ | ----------------- | -------- |
| Stocker 8' 89' Streller 21' Inler 82' (11-esből) | (2–1) Jegyzőkönyv | Bale 13' |

| St. Jakob Park, Bázel Nézőszám: 26 000 Játékvezető: Alain Hamer (luxemburgi) |

| 2010. október 12. 20:00 (UTC+1) |

| Anglia | 0–0         | Montenegró |
| ------ | ----------- | ---------- |
|        | Jegyzőkönyv |            |

| Wembley Stadion, London Nézőszám: 73 451 Játékvezető: Manuel Gräfe (német) |

| 2011. március 26. 15:00 (UTC) |

| Wales | 0–2               | Anglia                         |
| ----- | ----------------- | ------------------------------ |
|       | (0–2) Jegyzőkönyv | Lampard 7' (11-esből) Bent 15' |

| Millennium Stadion, Cardiff Nézőszám: 68 959 Játékvezető: Olegário Benquerença (portugál) |

| 2011. március 26. 18:45 (UTC+2) |

| Bulgária | 0–0         | Svájc |
| -------- | ----------- | ----- |
|          | Jegyzőkönyv |       |

| Vaszil Levszki Nemzeti Stadion, Szófia Nézőszám: 17 000 Játékvezető: William Collum (skót) |

| 2011. június 4. 16:45 (UTC+1) |

| Anglia                           | 2–2               | Svájc            |
| -------------------------------- | ----------------- | ---------------- |
| Lampard 37' (11-esből) Young 51' | (1–2) Jegyzőkönyv | Barnetta 32' 35' |

| Wembley Stadion, London Nézőszám: 84 459 Játékvezető: Damir Skomina (szlovén) |

| 2011. június 4. 20:30 (UTC+2) |

| Montenegró  | 1–1               | Bulgária     |
| ----------- | ----------------- | ------------ |
| Đalović 53' | (0–0) Jegyzőkönyv | I. Popov 66' |

| Podgorica Városi Stadion, Podgorica Nézőszám: 12 000 Játékvezető: Álón Jefet (izraeli) |

| 2011. szeptember 2. 21:15 (UTC+3) |

| Bulgária | 0–3               | Anglia                      |
| -------- | ----------------- | --------------------------- |
|          | (0–3) Jegyzőkönyv | Cahill 13' Rooney 21' 45+1' |

| Vaszil Levszki Nemzeti Stadion, Szófia Játékvezető: Frank De Bleeckere (belga) |

| 2011. szeptember 2. 19:45 (UTC+1) |

| Wales                  | 2–1               | Montenegró  |
| ---------------------- | ----------------- | ----------- |
| Morison 29' Ramsey 50' | (1–0) Jegyzőkönyv | Jovetić 71' |

| Cardiff City Stadion, Cardiff Játékvezető: Luca Banti (olasz) |

| 2011. szeptember 6. 20:30 (UTC+2) |

| Svájc                 | 3–1               | Bulgária     |
| --------------------- | ----------------- | ------------ |
| Shaqiri 45+2' 62' 90' | (1–1) Jegyzőkönyv | I. Ivanov 9' |

| St. Jakob Park, Bázel Játékvezető: Pavel Kralovec (cseh) |

| 2011. szeptember 6. 19:45 (UTC+1) |

| Anglia    | 1–0               | Wales |
| --------- | ----------------- | ----- |
| Young 35' | (1–0) Jegyzőkönyv |       |

| Wembley Stadion, London Játékvezető: Robert Schörgenhofer (osztrák) |

| 2011. október 7. 19:45 (UTC+1) |

| Wales                          | 2–0               | Svájc |
| ------------------------------ | ----------------- | ----- |
| Ramsey 60' (11-esből) Bale 71' | (0–0) Jegyzőkönyv |       |

| Liberty Stadion, Swansea Játékvezető: Björn Kuipers (holland) |

| 2011. október 7. 21:00 (UTC+2) |

| Montenegró                   | 2–2               | Anglia             |
| ---------------------------- | ----------------- | ------------------ |
| Zverotić 45' Delibašić 90+1' | (1–2) Jegyzőkönyv | Young 11' Bent 31' |

| Podgorica Városi Stadion, Podgorica Játékvezető: Wolfgang Stark (német) |

| 2011. október 11. 21:05 (UTC+3) |

| Bulgária | 0–1               | Wales    |
| -------- | ----------------- | -------- |
|          | (0–1) Jegyzőkönyv | Bale 45' |

| Vaszil Levszki Nemzeti Stadion, Szófia Játékvezető: Pawel Gil (lengyel) |

| 2011. október 11. 20:15 (UTC+2) |

| Svájc                         | 2–0               | Montenegró |
| ----------------------------- | ----------------- | ---------- |
| Derdiyok 51' Lichtsteiner 65' | (0–0) Jegyzőkönyv |            |

| St. Jakob Park, Bázel Játékvezető: Olegário Benquerença (portugál) |

## Gólszerzők
| Helyezés | Játékos          | Ország     | Gólok |
| -------- | ---------------- | ---------- | ----- |
| 1        | Jermain Defoe    | Anglia     | 3     |
| 2        | Darren Bent      | Anglia     | 2     |
| 2        | Adam Johnson     | Anglia     | 2     |
| 2        | Mirko Vučinić    | Montenegró | 2     |
| 2        | Valentin Stocker | Svájc      | 2     |
| 3        | Ivelin Popov     | Bulgária   | 1     |
| 3        | Frank Lampard    | Anglia     | 1     |
| 3        | Wayne Rooney     | Anglia     | 1     |
| 3        | Elsad Zverotić   | Montenegró | 1     |
| 3        | Gökhan Inler     | Svájc      | 1     |
| 3        | Xherdan Shaqiri  | Svájc      | 1     |
| 3        | Marco Streller   | Svájc      | 1     |
| 3        | Gareth Bale      | Wales      | 1     |

## Nézőszám
| Ország     | Legmagasabb | Legalacsonyabb | Átlagos |
| ---------- | ----------- | -------------- | ------- |
| Bulgária   | 10 000      | 10 000         | 10 000  |
| Anglia     | 73 246      | 73 246         | 73 246  |
| Montenegró | 9 862       | 9 862          | 9 862   |
| Svájc      | 39 700      | 39 700         | 39 700  |
| Wales      | -           | -              | -       |

## Külső hivatkozások
- UEFA hivatalos honlapja
- A 2012-es labdarúgó-Európa-bajnokság hivatalos oldala
- A 2012-es labdarúgó-Európa-bajnokság szabályzata